# Nguni
Nguni – grupa ludów Bantu, zamieszkująca rozległe obszary RPA, Eswatini, Lesotho i Zimbabwe. W latach 90. XX wieku ich liczebność wynosiła ok. 15 mln. Posługują się językami nguni. 
Do ludów Nguni zaliczają się m.in. Xhosa, Zulusi, Suazi i Ndebele. W XIX wieku odłączyli się od nich Ngoni, którzy zasiedlili tereny Malawi, Tanzanii, Mozambiku i Zambii.